# Delegación de la Unión Europea

Unión Europea
Estados que acogen una delegación/embajada de la Unión Europea

Las delegaciones de la Unión o embajadas de la Unión son las sedes y misiones diplomáticas que asumen la representación exterior de la Unión Europea en los terceros países y ante las organizaciones internacionales. Sus funciones son de naturaleza política y administrativa y se encuentran sometidas a la autoridad del vicepresidente de la Comisión Europea para Asuntos Exteriores y Política de Seguridad, integrándose en el Servicio Europeo de Acción Exterior. Dichas delegaciones tienen el mismo estatus jurídico y diplomático como el que tiene una embajada cualquiera de un país, siendo ésta la característica más relevante de este tipo de misión diplomática.
Todo ciudadano de la Unión tiene el derecho a la asistencia y protección diplomáticas en las delegaciones de la Unión Europea.
Asimismo, las delegaciones de la Unión son responsables de la coordinación, en lo posible, de las representaciones diplomáticas de los Estados miembros en su misma demarcación. También les corresponde la organización y el recibimiento de las visitas que puedan efectuar al país u organización bajo su encomienda las autoridades comunitarias, en particular el presidente del Consejo Europeo, al presidente, vicepresidentes y comisarios de la Comisión Europea o los diputados del Parlamento Europeo.
Las delegaciones de la Unión están dirigidas cada una por un Jefe de Delegación o Embajador europeo, encargado de impulsar y coordinar los distintos ámbitos de su actividad, separados funcionalmente de acuerdo con su naturaleza específica y con sus mecanismos jurídicos y políticos de funcionamiento.  
Han sido establecidas por el Tratado de Lisboa, que desde su entrada en vigor el 1 de diciembre de 2009 ha unificado las anteriores representaciones sectoriales de las instituciones comunitarias, que por su desconcentración dificultaban la visibilidad exterior de la Unión. Es por esto que estas nuevas misiones diplomáticas han sido equiparadas frecuentemente con auténticas embajadas europeas; esta asimilación semántica puede ser aceptada siempre y cuando se retenga el carácter verdaderamente sui géneris que en Derecho internacional corresponde a las unidades exteriores del primer servicio diplomático multinacional del mundo. 
Se complementan en ocasiones con la existencia de determinados Representantes especiales que el Consejo puede designar, a propuesta del Alto Representante, provistos de un mandato político o diplomático concreto.

## Los embajadores
Al frente de cada embajada o delegación se encuentra un Jefe de Delegación, con rango de embajador. El embajador ejercerá su autoridad sobre todo el personal de la delegación y respecto de todas sus actividades, por lo que es asimismo responsable de toda la delegación y de su gestión global ante el Alto Representante, de quien recibe instrucciones. Cuando la Comisión, en el ámbito de sus facultades, dicte instrucciones sobre determinadas políticas a las delegaciones, éstas serán ejecutadas bajo la responsabilidad del embajador.
El Jefe de Delegación es la autoridad para comprometer y ejecutar los créditos de operaciones que la Unión proyecte en su espacio de competencia, de acuerdo con las normas financieras de la Comisión. Está asimismo facultado para representar a la Unión de manera completa en el país donde se halle acreditado, en particular en las relaciones contractuales y las actuaciones judiciales.
Los embajadores europeos son nombrados por el Alto Representante con la aprobación del Consejo y previa comparecencia ante la Comisión de Asuntos Exteriores del Parlamento Europeo.

## Delegaciones por continentes y países

### Europa

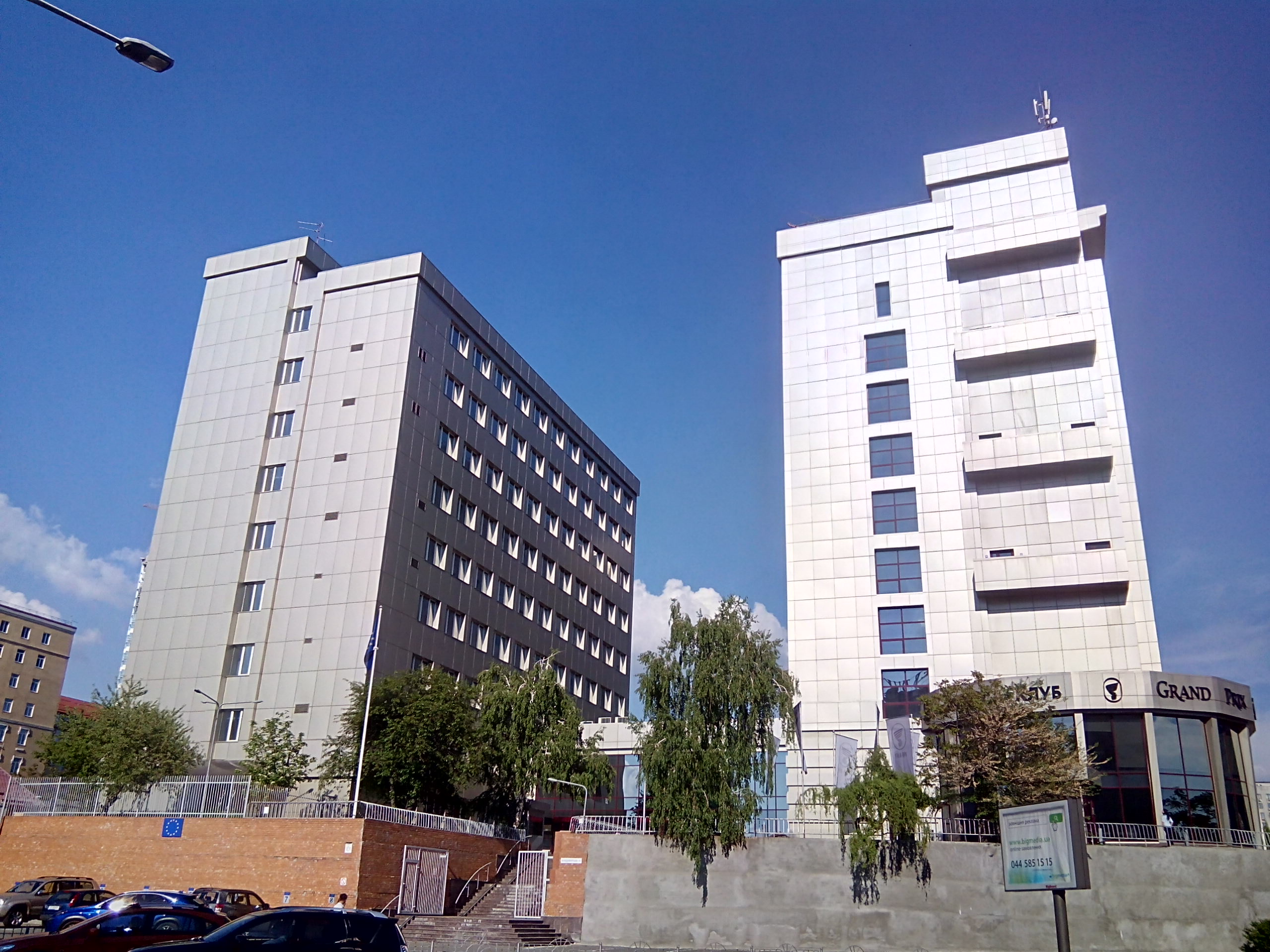
Delegación en Ucrania.

| - Albania: Tirana, Delegación - Bosnia y Herzegovina: Sarajevo, Delegación - Georgia: Tiflis, Delegación - Islandia: Reykjavík, Delegación - Kosovo: Priština, Oficina - Macedonia del Norte: Skopje, Delegación - Moldavia: Chișinău, Delegación - Montenegro: Podgorica, Delegación | - Noruega: Oslo, Delegación - Reino Unido: Londres, Delegación - Rusia: Moscú, Delegación - Suiza: Berna, Delegación - Serbia: Belgrado, Delegación - Turquía: Ankara, Delegación - Ucrania: Kiev, Delegación |

### Norte- y Centroamérica

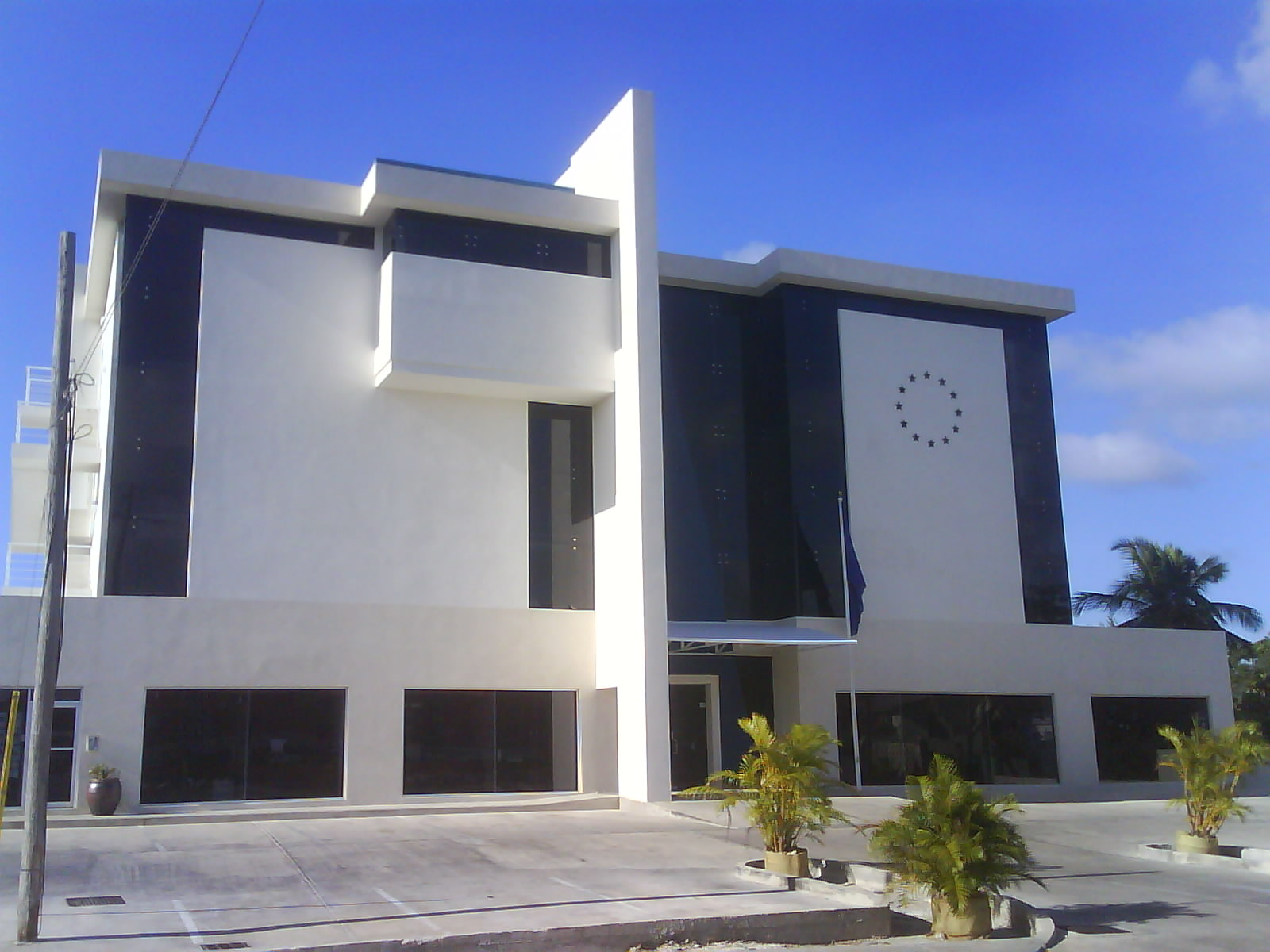
Delegación en Barbados.

| - Barbados: Bridgetown, Delegación - Canadá: Ottawa, Delegación - El Salvador: San Salvador, Delegación - Estados Unidos: Washington D. C., Delegación - Haití: Port-au-Prince, Delegación | - Jamaica: Kingston, Delegación - México: Ciudad de México, Delegación - Nicaragua: Managua, Delegación - República Dominicana: Santo Domingo, Delegación |

### Suramérica

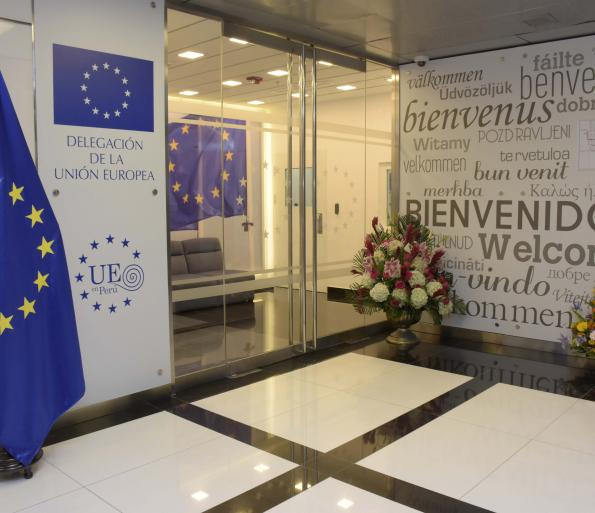
Interior de la Delegación de la Unión Europea en Perú.

| - Argentina: Buenos Aires, Delegación - Bolivia: La Paz, Delegación - Brasil: Brasília, Delegación - Chile: Santiago de Chile, Delegación - Ecuador: Quito, Delegación - Guyana: Georgetown, Delegación | - Colombia: Bogotá, Delegación - Paraguay: Asunción, Delegación - Perú: Lima, Delegación - Uruguay: Montevideo, Delegación - Venezuela: Caracas, Delegación |

### África

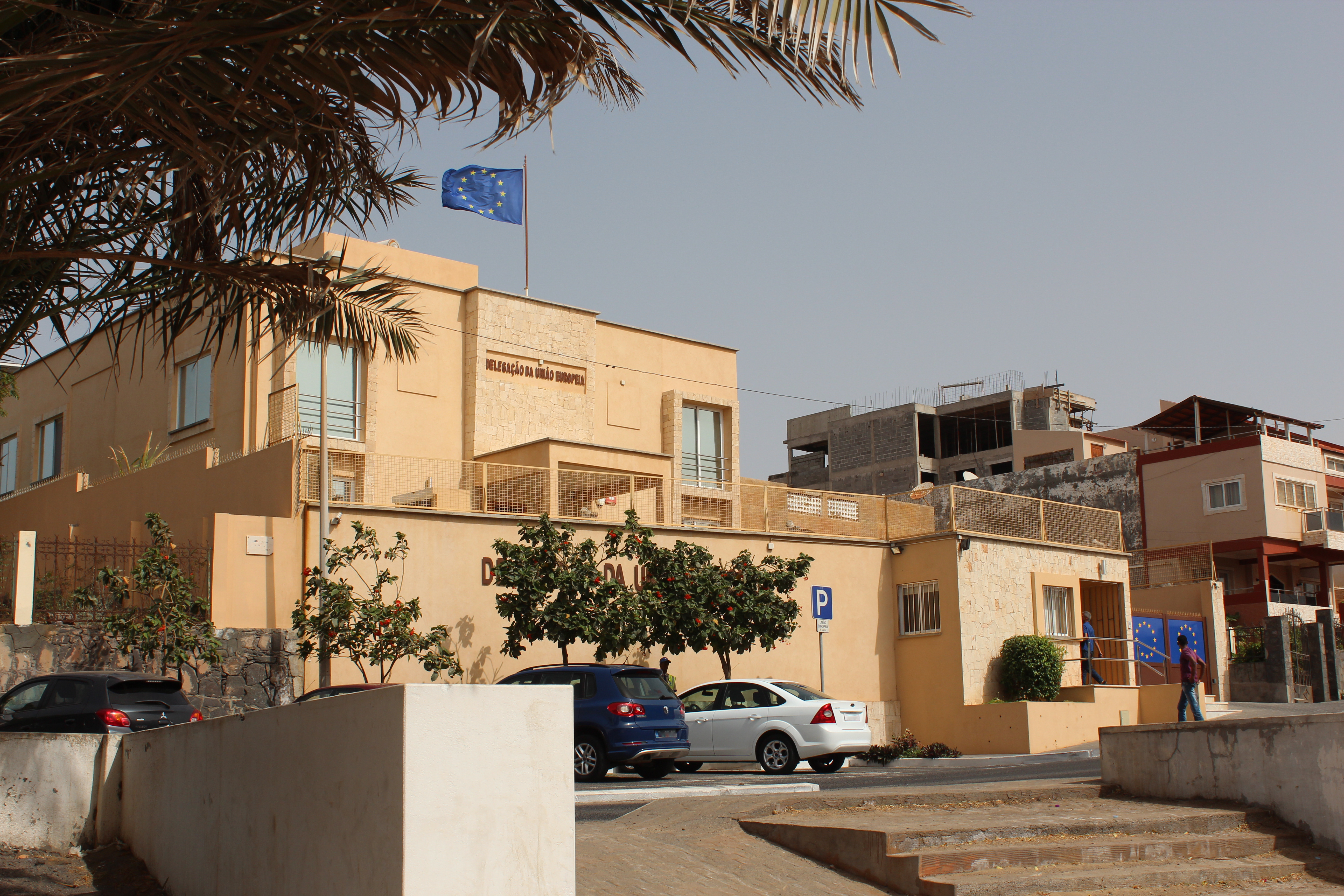
Delegación de Cabo Verde.

| - Egipto: El Cairo, Delegación - Argelia: Argelia, Delegación - Angola: Luanda, Delegación - Etiopía: Addis Abeba, Delegación - Benín: Cotonú, Delegación - Botsuana: Gaborone, Delegación - Burkina Faso: Uagadugú, Delegación - Burundi: Buyumbura, Delegación - Yibuti: Yibuti, Delegación - Costa de Marfil: Abiyán, Delegación - Eritrea: Asmara, Delegación - Gabón: Libreville, Delegación - Ghana: Acra, Delegación - Guinea: Conakry, Delegación - Guinea-Bisáu: Bissau, Delegación - Camerún: Yaundé, Delegación - Cabo Verde: Praia, Delegación - Kenia: Nairobi, Delegación - República Democrática del Congo: Kinshasa, Delegación - República del Congo: Brazzaville, Delegación - Lesoto: Maseru, Delegación - Liberia: Monrovia, Delegación - Madagascar: Antananarivo, Delegación | - Malaui: Lilongüe, Delegación - Mali: Bamako, Delegación - Marruecos: Rabat, Delegación - Mauritania: Nuakchot, Delegación - Mauricio: Port Louis, Delegación - Mozambique: Maputo, Delegación - Namibia: Windhoek, Delegación - Níger: Niamey, Delegación - Nigeria: Abuya, Delegación - Ruanda: Kigali, Delegación - Zambia: Lusaka, Delegación - Senegal: Dakar, Delegación - Sierra Leona: Freetown, Delegación - Zimbabue: Harare, Delegación - Sudáfrica: Pretoria, Delegación - Sudán: Jartum, Delegación - Tanzania: Dar es-Salam, Delegación - Togo: Lomé, Delegación - Chad: Yamena, Delegación - Túnez: Túnez, Delegación - Uganda: Kampala, Delegación - República Centroafricana: Bangui, Delegación |

### Asia

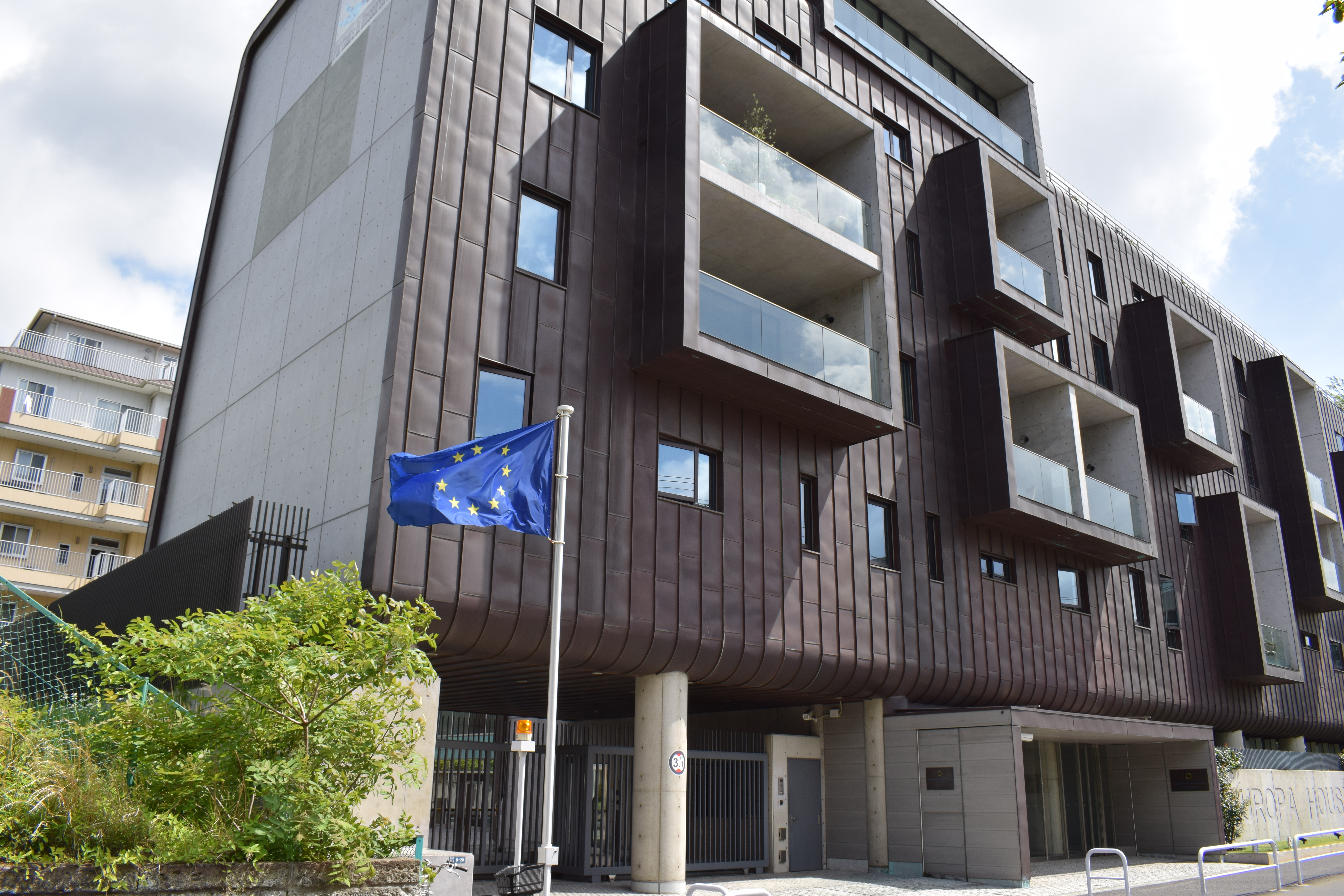
Delegación en Japón.

| - Afganistán: Kabul, Delegación - Armenia: Ereván, Delegación - Azerbaiyán: Bakú, Delegación - Bangladés: Dhaka, Delegación - China: Pekín, Delegación - República de China: Taipéi, Oficina - Hong Kong: Hong Kong, Oficina - India: Nueva Delhi, Delegación - Indonesia: Yakarta, Delegación - Irak: Bagdad, Delegación - Israel: Tel Aviv, Delegación - Japón: Tokio, Delegación - Jordania: Amán, Delegación - Kazajistán: Astana, Delegación - Kirguistán: Biskek, Delegación - Líbano: Beirut, Delegación | - Malasia: Kuala Lumpur, Delegación - Nepal: Katmandú, Delegación - Timor Oriental: Dili, Delegación - Pakistán: Islamabad, Delegación - Palestina: Jerusalén, Oficina - Filipinas: Manila, Delegación - Arabia Saudita: Riad, Delegación - Singapur: Singapur, Delegación - Sri Lanka: Colombo, Delegación - Corea del Sur: Seúl, Delegación - Siria: Damasco, Delegación - Tayikistán: Dusambé, Delegación - Tailandia: Bangkok, Delegación - Turquía: Ankara, Delegación - Uzbekistán: Taskent, Delegación - Vietnam: Hanoi, Delegación |

### Oceanía

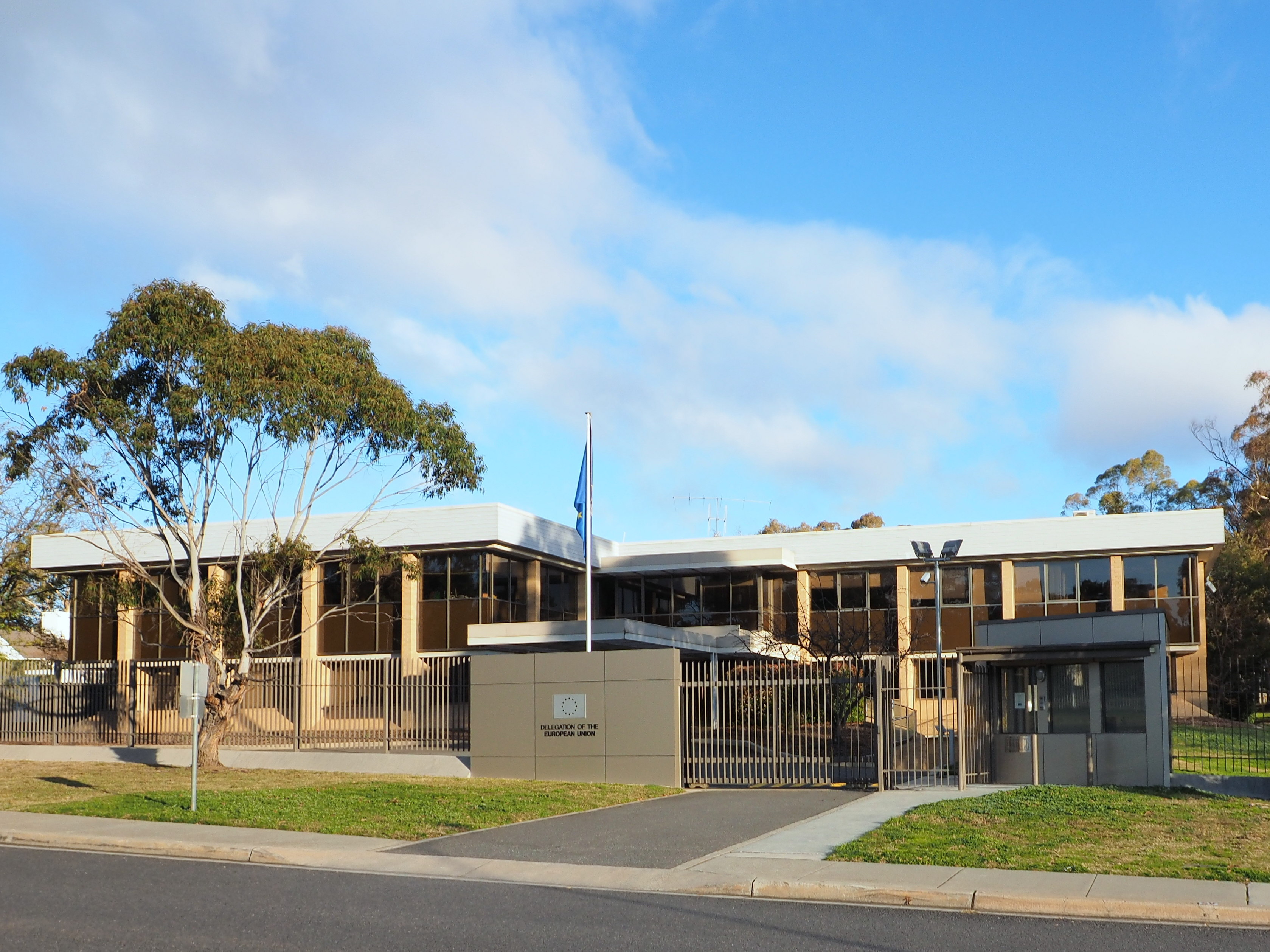
Delegación en Australia.

| - Australia: Canberra, Delegación - Fiyi: Suva, Delegación | - Nueva Zelanda: Wellington, Delegación - Papúa Nueva Guinea: Port Moresby, Delegación |